# Carl Stegmayer
Carl Stegmayer oder Karl Stegmayer (* 12. Januar 1800 in Wien; † 10. Mai 1862 ebenda) war ein österreichischer Montanist und Schriftsteller.

## Leben
Stegmayer stammte aus der Künstlerfamilie Stegmayer, nach der  die Stegmayerstraße in Wien-Meidling benannt ist. Er war Sohn des Musikers und Verlegers Matthäus Stegmayer. Der Komponist Ferdinand Stegmayer war sein Bruder.
Carl Stegmayer begann ein Studium der Rechtswissenschaft an der Universität Wien und wurde 1819 Mitglied des burschenschaftlichen Schubertkreises, geriet aber dann in eine angebliche Studentenverschwörung, weshalb er sich dem Zugriff der Polizei entziehen musste. Deshalb ging er 1820 nach Krakau, wo er unter anderem als Hauslehrer und Hofmeister tätig war, bevor er 1823 ein Studium am Vorläufer der Bergakademie Schemnitz aufnahm. In dieser Zeit geriet er erneut in den Fokus der Ermittlungsbehörden. 1825 wurde er wegen einer Vereinsgründung und Schreibens bergmännischer Studentenlieder mehrere Wochen in Haft genommen. Damit war zunächst sein Weg in den Staatsdienst verbaut.
Stegmayer wurde 1827 nach einigen Mühen doch als Konzeptspraktikant der montanistischen Abteilung der Allgemeinen Hofkammer eingestellt. In dieser Abteilung blieb er zunächst bis 1843. In diesem Jahr unternahm er eine ausgedehnte Reise durch Preußen, Sachsen und Ungarn, bevor er 1844 als Konzipist beim Salinenoberamt in Gmunden eingestellt wurde. Im Vormärz und den 1848er-Unruhen trat er als Liberaler hervor. Er wurde deshalb 1849 nach Hall in Tirol strafversetzt, bevor er nach staatskritischen Schriften schließlich 1851 endgültig aus dem Staatsdienst ohne Pensionszahlungen entlassen wurde.
Stegmayer war zunächst Berg- und Hüttenamtsdirektor in Schladming. Danach lebte er als Schriftsteller in ärmlichen Verhältnissen in Wien.

## Werke (Auswahl)
Sachbücher
- Grundriß einer populären Bergwerkskunde: zum Selbstunterrichte, Pichler, Wien 1843.
- Freie Vorträge, gesprochen im Volksvereine zu Gmunden: Was vom Staate zu wissen, dem ganzen Volke nöthig, Haas, Steyr 1850.
- Die Bergbaufrage: ein Versuch zu ihrer Beantwortung vom Standpunkte der National-Oekonomie, Finanz und Politik, Tendler, Wien 1851.

Belletristik
- Probirnadeln. Fünf Erzählungen, Adolph, Wien 1828.
- Klänge aus der Grube. Bergmännische Gedichte und Aphorismen, Tendler, Wien 1836.
- Die letzten Johanniter auf Rhodos, Schaumburg, Wien 1836
- Die Schlacht bei Esseg, Historisches Schauspiel in 4 Aufzügen, Stöckholzer und Hirschfeld, Wien 1843.
- Die Radicalen, Pfaundler, Innsbruck 1846.
- Novellen und Novelletten, Manz, Regensburg 1847.